# William Henry Perkin
William Henry Perkin (London, 12. ožujka 1838. – London, 14. srpnja 1907.), britanski kemičar. Studirao na Kraljevskom kemijskom koledžu u Londonu, gdje je 1856., kao asistent A. W. von Hofmanna, u pokušaju sinteze kinina iz anilina, priredio anilinsko purpurno bojilo movein (mauvein). Bilo je to prvo sintetsko bojilo i početak industrijske sinteze bojila. Godine 1858. s Baldwinom Francisom Duppom (1828. – 1873.) sintetizirao je glicin, prvu laboratorijski pripravljenu aminokiselinu, a 1860. vinsku kiselinu. Godine 1867. smislio je postupak dobivanja nezasićenih organskih kiselina (Perkinova reakcija), s pomoću kojega je sintetizirao kumarin, prvi sintetski parfem. Istraživao je optičku rotaciju različitih kemijskih tvari.

## Anilinske boje
Anilinske boje ili katranske boje, u užem smislu, je naziv za bojila proizvedena od anilina, inače uobičajeni naziv za sva organska sintetska bojila. Prve anilinske boje bile su ljubičasti mauvein (W. H. Perkin, 1856.) i crveni fuksin (1858.). To su istodobno bila i prva organska sintetska bojila, pa su i ostala takva bojila nazvana anilinskima, iako su im polazne tvari sasvim drugi spojevi: derivati katrana kamenog ugljena (antrakinon, naftalen i tako dalje). Sintetska bojila pojavljuju se nakon sinteze mauveina iz anilina. Njihova se tržišna (komercijalna) primjena temeljila na proizvodnji velikih količina anilina iz katrana kamenog ugljena kao sirovine (otuda naziv katranske, odnosno anilinske boje).

### Organski obojeni pigmenti
Za razliku od anorganskih pigmenata, koji su poznati od davnine, organski su se pigmenti u posljednjih stotinjak godina veoma razvili, zahvaljujući velikim dostignućima kemije sintetskih materijala, te razvoju grafičke industrije i sve većoj upotrebi raznobojnog tiska. Organski su pigmenti, kao i bojila, obojene čvrste tvari, koje se prema svom sastavu ubrajaju u organske spojeve. Međutim, od bojila se bitno razlikuju po tome što su praktički netopljivi u mediju u kojemu se primjenjuju, pa se upotrebljavaju u obliku sitne suspenzije. 
U usporedbi s anorganskim pigmentima, u organskim je pigmentima šira paleta boja i veći izbor prijelaznih nijansi, veća jakost i svjetloća boje, čišći ton, izdašniji su i veće gustoće. Organski pigmenti nisu toliko postojani na povišenim temperaturama, zbog topljivosti, iako slabe, neotporni su prema organskim otapalima, a osim toga, mnogo su skuplji od anorganskih pigmenata. Njihova je pokrivna moć slabija od moći pokrivanja anorganskih pigmenata, ali su stoga prozirni (transparentni), što je njihova posebna odlika, osobito cijenjena u tiskarstvu. To se ogleda i u pregledu njihove potrošnje: 45% organskih pigmenata troši se za pripravu tiskarskih boja, 36% za pigmentiranje sredstava za ličenje, 15% za bojenje sintetskih materijala, a ostatak od 4% u različite druge svrhe. 
Za razlikovanje velikog mnoštva sintetskih organskih pigmenata od velike je pomoći njihova podjela prema oznakama navedenim u međunarodno priznatom indeksu (eng. Colour Index). Oznaka se za svaki pojedini pigment sastoji od slova i brojaka, a opisuje vrstu tvari, boju, redni broj i pripadnost nekoj od grupa kemijskih spojeva. Tako na primjer, oznaka C.I. PR 177, 65 300 označuje da je to prema Colour Index (C.I.) pigment (P) crvene (R) boje, rednog broja 177, koji pripada grupi antrakinonskih (od 58 000 do 72 999) pigmenata. 
Organski su pigmenti sintetski spojevi koji se prema svojoj kemijskoj strukturi mogu višestruko razvrstati. Obično se razlikuju dvije glavne grupe organskih pigmenata: azo pigmenti i ostali organski pigmenti. Iako je zajedničko strukturno svojstvo druge grupe što su to policiklički spojevi s kondenziranim prstenima, ta grupa organskih pigmenata obuhvaća vrlo različite organske spojeve, od kojih su najvažniji ftalocijanini, dioksazini i karbonilni policiklički spojevi.